# Серутти, Алисон
Алисон Конте Серутти (порт. Alison Conte Cerutti; 7 декабря 1985 года, Витория, Бразилия) — бразильский пляжный волейболист,  победитель Олимпийских игр 2016 года, серебряный призёр ОИ 2012 года, двукратный чемпион мира (2011 и 2015), чемпион Панамериканских игр 2011 года.

## Спортивная биография
На чемпионате мира 2009 года Серутти выступил со своим первым партнёром Харли Маркесом. Бразильская пара уверенно дошла до финала, проиграв за весь турнир всего одну партию. В решающем матче соперниками Алисона и Харли стали немецкие пляжники Юлиус Бринк и Йонас Реккерман. Бразильцы не смогли навязать серьёзной борьбы и в двух партиях уступили оппонентам, став серебряными призёрами турнира. Также в этом году немецкая пара опередила Алисона и Харли по итогам общего зачёта Кубка мира.
В 2011 году Алисон и Эмануэл выиграли все значимые мировые трофеи. В июне бразильские пляжники стали чемпионами мира, победив в финале своих соотечественников Араужу/Сантос. Также в полуфинале мирового первенства Алисон взял реванш за поражение двухлетней давности у немцев Бринка и Реккермана, победив их со счётом 2:0. В октябре Алисон и Эмануэл стали чемпионами Панамериканских игр. А по итогам Мирового тура бразильцы заняли уверенное первое место, победив по ходу сезона сразу в четырёх турнирах.
Летом 2012 года Алисон и Эмануэл выступили на летних Олимпийских играх в Лондоне. Бразильские пляжники уверенно добрались до финала, где в соперники им вновь достались Бринк и Реккерман. Первая партия прошла в упорной борьбе и завершилась в пользу немецкой пары со счётом 23:21, во второй преимущество перешло к бразильцам, которые победили 21:16. Решающая партия сложилась очень тяжело для обеих пар. По ходу всего сета немецкие волейболисты были впереди, но в самом конце Алисон и Эмануэл смогли при счёте 11:14 забить три мяча подряд. Однако затем Бринк и Реккерман выиграли два мяча подряд и стали чемпионами Олимпийских игр. На чемпионате мира 2013 года Алисон и Эмануэл были близки к завоеванию очередных медалей, но по итогам решающих матчей они стали лишь 4-ми.
С 2014 года Алисон стал выступать в паре с Бруно Оскаром Шмидтом. Первый совместный сезон сложился для бразильцев не самым лучшим образом. В рамках Мирового тура спортсмены выиграли лишь один турнир. В 2015 году Алисон и Бруно стали лучшей парой мира. В июле бразильцы стали чемпионами мира, проиграв в семи матчах только две партии. По итогам Мирового тура Алисон и Бруно с большим отрывом заняли первое место, выиграв по ходу сезона 5 турниров. В конце 2015 года было объявлено, что Алисон и Бруно станут одной из двух пар, которые будут представлять Бразилию на домашних летних Олимпийских играх.

## Партнёры
- 2006, 2009 — Харли Маркес
- 2007—2008 — Бернардо Романо
- 2008, 2010—2013 — Эмануэл Рего
- 2008 — Педро Кунья
- 2013 — Витор Фелипе
- 2014 — 2018 — Бруно Оскар Шмидт
- 2019 — Альваро Фийо

## Награды
- Лучший блокирующий Мирового тура: 2011, 2015
- Лучший удар (эффективность нападения) Мирового тура: 2010, 2011
- Лучший нападающий Мирового тура: 2011
- Самый прогрессирующий игрок Мирового тура: 2009
- Команда года Мирового тура: 2011 (вместе с Эмануэлем), 2015 (вместе с Бруно Оскаром Шмидтом)